# Jakob Stark
Jakob Stark (Frauenfeld, 8 september 1958) is een Zwitsers politicus voor de Zwitserse Volkspartij (SVP/UDC) uit het kanton Thurgau. Hij zetelt sinds 2019 in de Kantonsraad.

## Biografie
Jakob Stark was burgemeester van Buhwil van 1988 tot aan de opname van deze gemeente in 1996 in de fusiegemeente Kradolf-Schönenberg. Vervolgens was hij tot 2006 burgemeester van deze fusiegemeente.
Van juni 1996 tot mei 2006 was hij lid van de Grote Raad van Thurgau, het kantonnaal parlement, waar hij van 2000 tot 2006 fractieleider was van zijn partij, de Zwitserse Volkspartij. Sinds 1 juni 2006 is hij lid van de Regeringsraad van Thurgau, de kantonnale regering. Bij de parlementsverkiezingen van 2019 werd hij in de eerste ronde met 37.913 stemmen (53,3%) verkozen in de federale Kantonsraad, samen met uittredend Kantonsraadslid Brigitte Häberli-Koller. Na deze verkiezing kondigde Stark aan in 2020 ontslag te nemen uit de kantonnale regering van Thurgau.